# Bojan Gregorič
Bojan Gregorič, slovenski častnik, 28. maj 1956, Maribor.
Polkovnik Gregorič je bivši poveljnik 17. bataljona vojaške policije Slovenske vojske (junij 2001–22. julij 2004) in obrambni ataše Slovenije v Italiji.

## Odlikovanja in priznanja
- bronasta medalja generala Maistra (19. oktober 1998)
- medalja v službi miru (30. marec 2001, 26. september 2001)
- medalja generala Franca Rozmana Staneta: 7. oktober 2011[2]